# دفع الله سلطان فرح
دفع الله سلطان فرح (مواليد 1949) هو عداء سوداني.  شارك في الألعاب الأولمبية الصيفية التي أقيمت في عام 1972 في سباق 4 × 400 متر للرجال.

## روابط خارجية
- دفع الله سلطان فرح على موقع أوليمبيديا (الإنجليزية)